# Smedjeudden
Smedjeudden är en udde i Finland. Den ligger i Raseborg och landskapet Nyland, i den södra delen av landet, 100 km väster om huvudstaden Helsingfors.
Terrängen inåt land är platt. Havet är nära Smedjeudden åt sydväst. Runt Smedjeudden är det ganska tätbefolkat, med 80 invånare per kvadratkilometer. Närmaste större samhälle är Hangö, 15,3 km sydväst om Smedjeudden. I omgivningarna runt Smedjeudden växer i huvudsak barrskog.